# Harmen Steenwijck

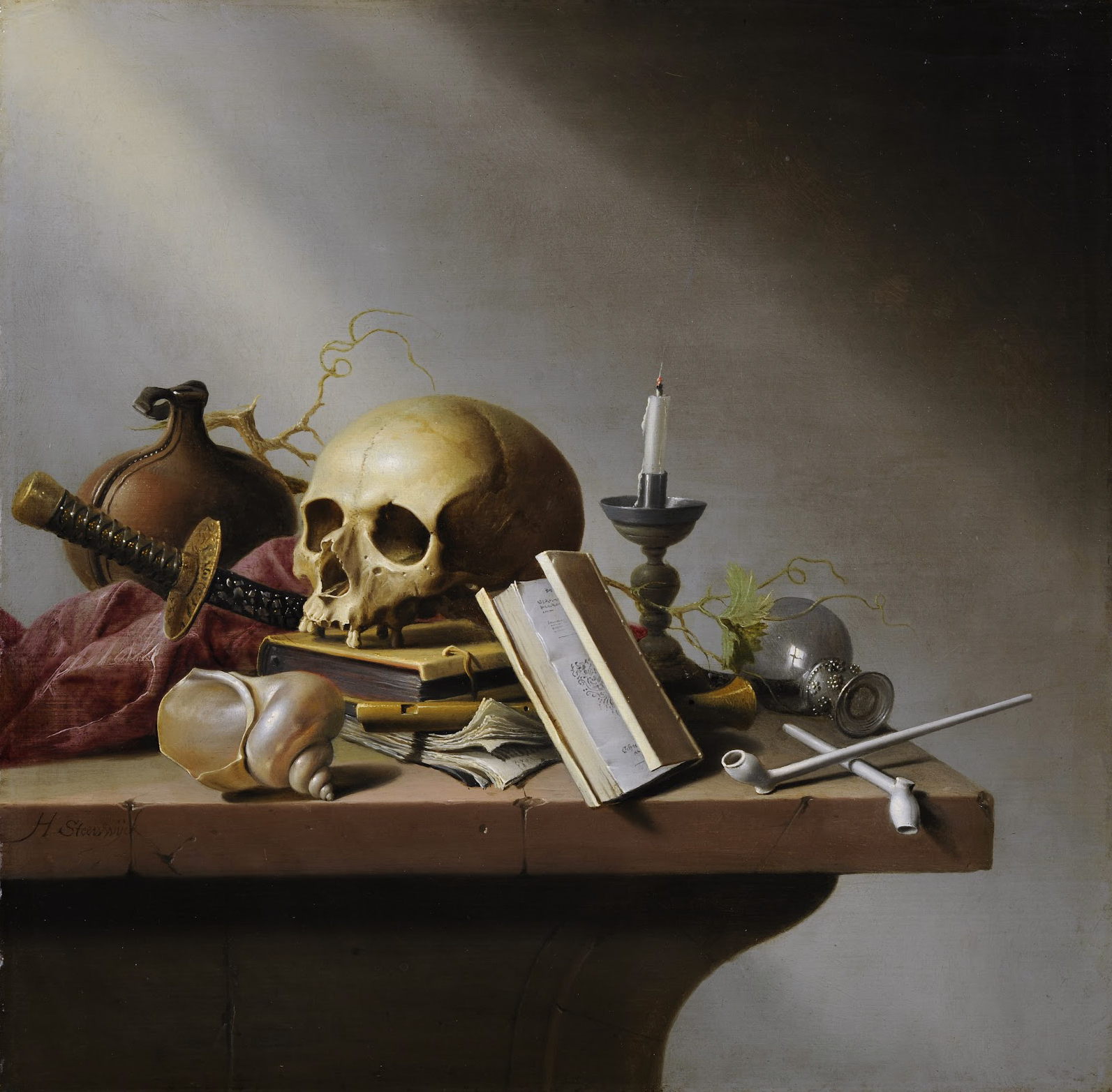
Harmen Steenwijck, Vanitas, (ok. 1640)

Harmen Steenwijck lub Steenwyck (ur. ok. 1612 w Delfcie, zm. po 1656 tamże) – holenderski malarz okresu baroku.

## Życiorys
Uczył się u swojego wuja Davida Bailly’ego w Lejdzie. Odbył podróż do Indii Wschodnich. Podobnie jak jego brat, Pieter Steenwijck, specjalizował się w martwej naturze. Malował ryby i ptactwo oraz przedstawienia typu vanitas. 

## Wybrane dzieła
- Marność ludzkiego życia (ok. 1640) – Londyn, National Gallery,
- Martwa natura z instrumentami muzycznymi i nutami – Berlin, Gemaeldegalerie,
- Martwa natura z owocami – Oksford, Ashmolean Museum,
- Martwa natura z rybą, gruszką, zwierzyną łowną i naczyniami kuchennymi - Oksford, Ashmolean Museum,
- Vanitas (ok. 1640) – Lejda, Stedelijk Museum De Lakenhal,
- Wieśniak we wnętrzu – Caen, Musée des Beaux-Artes.